# Cor Geelhuijzen
Cornelis Johannes (Cor) Geelhuijzen (Amsterdam, 4 februari 1929 – Heiloo, 24 november 2020) was een Nederlands voetballer, die speelde voor Ajax.
In 1942 werd Geelhuijzen lid van Ajax en twaalf jaar later maakte hij zijn debuut in het eerste elftal. Op 28 november 1954 maakte Geelhuijzen zijn debuut tijdens een wedstrijd tegen VVV-Venlo. Nadat Hans Boskamp naar BVC Amsterdam vertrok werd Geelhuijzen de vaste linksback van Ajax. Tijdens het seizoen 1955/56, speelde hij als linkshalf, waarna hij een seizoen later terugkeerde in de verdediging. Het seizoen 1959/60 moest hij aan zich voorbij laten gaan, vanwege een ernstige ziekte. Aan het einde van dat seizoen keerde hij terug in het elftal, maar in 1960 moest hij zijn carrière beëindigen. Zijn laatste wedstrijd speelde Geelhuijzen op 7 februari 1960 tegen DWS. In totaal speelde hij 125 competitiewedstrijden voor Ajax, waarin hij geen enkele keer wist te scoren.

## Statistieken
| Club  | Seizoen | Competitie | Competitie | Beker | Beker | Internationaal | Internationaal | Totaal | Totaal |
| Club  | Seizoen | Wed.       | Dlp.       | Wed.  | Dlp.  | Wed.           | Dlp.           | Wed.   | Dlp.   |
| ----- | ------- | ---------- | ---------- | ----- | ----- | -------------- | -------------- | ------ | ------ |
| Ajax  | 1953/54 | 1          | 0          | —     | —     | —              | —              | 1      | 0      |
| Ajax  | 1954/55 | 26         | 0          | —     | —     | —              | —              | 26     | 0      |
| Ajax  | 1955/56 | 30         | 0          | —     | —     | —              | —              | 30     | 0      |
| Ajax  | 1956/57 | 34         | 0          | 2     | 0     | —              | —              | 36     | 0      |
| Ajax  | 1957/58 | 26         | 0          | —     | —     | 2              | 0              | 28     | 0      |
| Ajax  | 1958/59 | 0          | 0          | 1     | 0     | —              | —              | 1      | 0      |
| Ajax  | 1959/60 | 8          | 0          | —     | —     | —              | —              | 8      | 0      |
| Total | Total   | 125        | 0          | 3     | 0     | 2              | 0              | 130    | 0      |